# Nea Propontida
Nea Propontida (în greacă Νέα Προποντίδα, în traducere „Noul Propontis”) este o municipalitate din unitatea regională Halkidiki, Macedonia Centrală, Grecia. Reședința municipiului este orașul Nea Moudania. Municipiul are o suprafață de 372.317 km2.

## Municipalitate
Municipiul Nea Propontida s-a format la reforma administratiei locale din 2011 prin fuziunea urmatoarelor 3 foste municipii, devenite unitati municipale:
- Kallikrateia
- Moudania
- Triglia